# Jérémy Sorbon
Jérémy Sorbon (Caen, 5 de agosto de 1983) é um futebolista profissional francês que atua como defensor.

## Carreira
Jérémy Sorbon começou a carreira no Caen.